# Valsemé
Valsemé är en kommun i departementet Calvados i regionen Normandie i norra Frankrike. Kommunen ligger i kantonen Cambremer som ligger i arrondissementet Lisieux. År 2022 hade Valsemé 264 invånare.

## Befolkningsutveckling
Antalet invånare i kommunen Valsemé
Referens:INSEE